# Puerto San José
Puerto San José fue un puerto marítimo localizado en el municipio de San José en la costa del Océano Pacífico de Guatemala, en el departamento de Escuintla desde 1853 hasta 1985. 

## Historia
Puerto San José era el puerto principal del litoral del Pacífico de Guatemala, y era controlado por la Empresa Marítima Nacional, la cual tenía el monopolio del desembarque de los bienes que se transportaban.

### Muerte de Juan Martín Barrundia

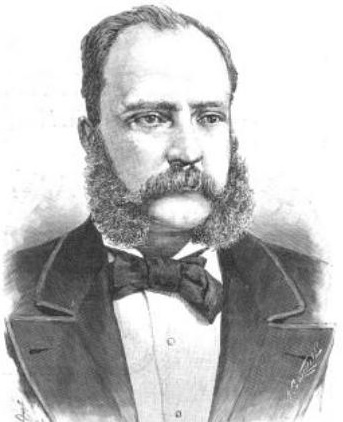
General Juan Martín Barrundia.

En agosto de 1890 Puerto de San José estuvo en el centro de un conflicto internacional entre el gobierno del general Manuel Lisandro Barillas y el gobierno de los Estados Unidos; todo estuvo relacionado con la muerte a bordo de un buque estadounidense del general Juan Martín Barrundia, quien había sido ministro de la Guerra del general Justo Rufino Barrios y que era enemigo personal del presidente guatemalteco.
Barrundia había salido al exilio en México desde que Barillas se había hecho cargo de la presidencia en 1885, y había estado tratando de desestabhilizar al gobierno guatemalteco; en 1890, aprovechando la guerra entre El Salvador y Guatemala se embarcó hacia El Salvador en el buque «Acapulco» desde el puerto mexicano del mismo nombre.  Ese vapor atracó en Champerico el 26 de agosto, pero el capitán se negó a entregar a Barrundia a las autoridades guatemaltecas que lo estaban esperando pues no había recibido una notificación oficial del consulado estadounidense y decidió continuar hacia San José.
El «Acapulco» llegó al puerto de San José al anochecer y el comandante del puerto, coronel Enrique Toriello, abordó el buque inmediatamente para capturar a Barrundia y a notificarle al capitán Pitts que tenía que permanecer 24 horas en el puerto, de acuerdo al contrato establecido con la Pacific Mail Steamship Co., propietaria del navío. El capitán Pitts le indicó a Toriello que esperara hasta que él recibiera las instrucciones por escrito del embajador estadounidense para llevar a cabo el arresto. Casi al mismo tiempo, el comandante Reiter, capitán del navío de guerra «Banger» que también estaba atracado en Puerto San José, envió un telegrama al embajador en donde le recomendaba que se permitiera a Barrundia retornar a México. A las diez de la noche, Lansing B. Mizner respondió al capitán Pitts que entregara a Barrundia, porque se le había garantizado que se le respetaría la vida.
El gobierno de Guatemala envió al subdirector de la Policía y a tres agentes al puerto, quienes al llegar se pusieron a las órdenes del coronel Toriello; Toriello abordó nuevamente y el capitán Pitts solicitó a Toriello que lo acompañara al camarote de Barrundia.  Cuando el capitán empezó a leerle a Barrundia la carta de Mizner, Toriello la iba traduciendo; tan pronto como Barrundia supo de lo que se trataba, sacó sus revólveres y empezó a disparar contra sus captores, quienes repelieron el fuego y le dieron muerte.
El asunto causó un crisis diplomática que tuvo que ser resulta por la intervención de la Secretaría de Relaciones Exteriores de Guatemala.

### Competencia del Puerto de Iztapa

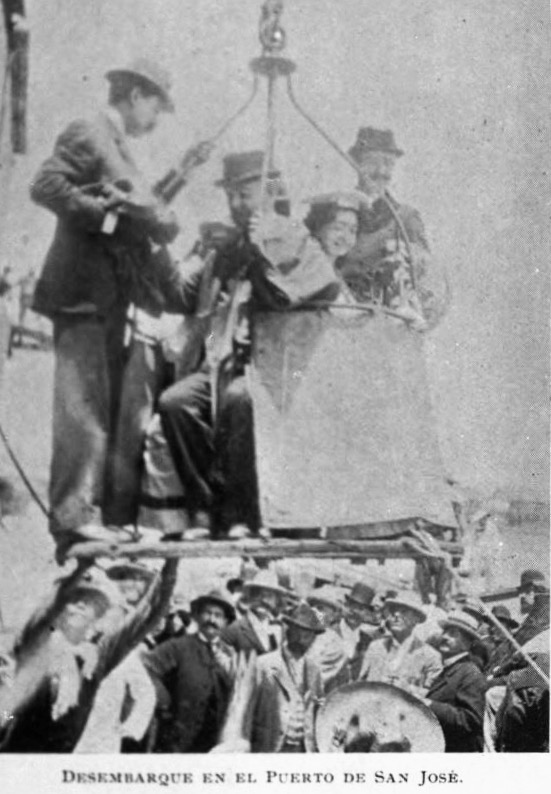
Así descendían los pasajeros en Puerto San José a finales del siglo xix. Esta fue una de las razones por las que el gobierno del general José María Reyna Barrios quiso construir el puerto de Iztapa.

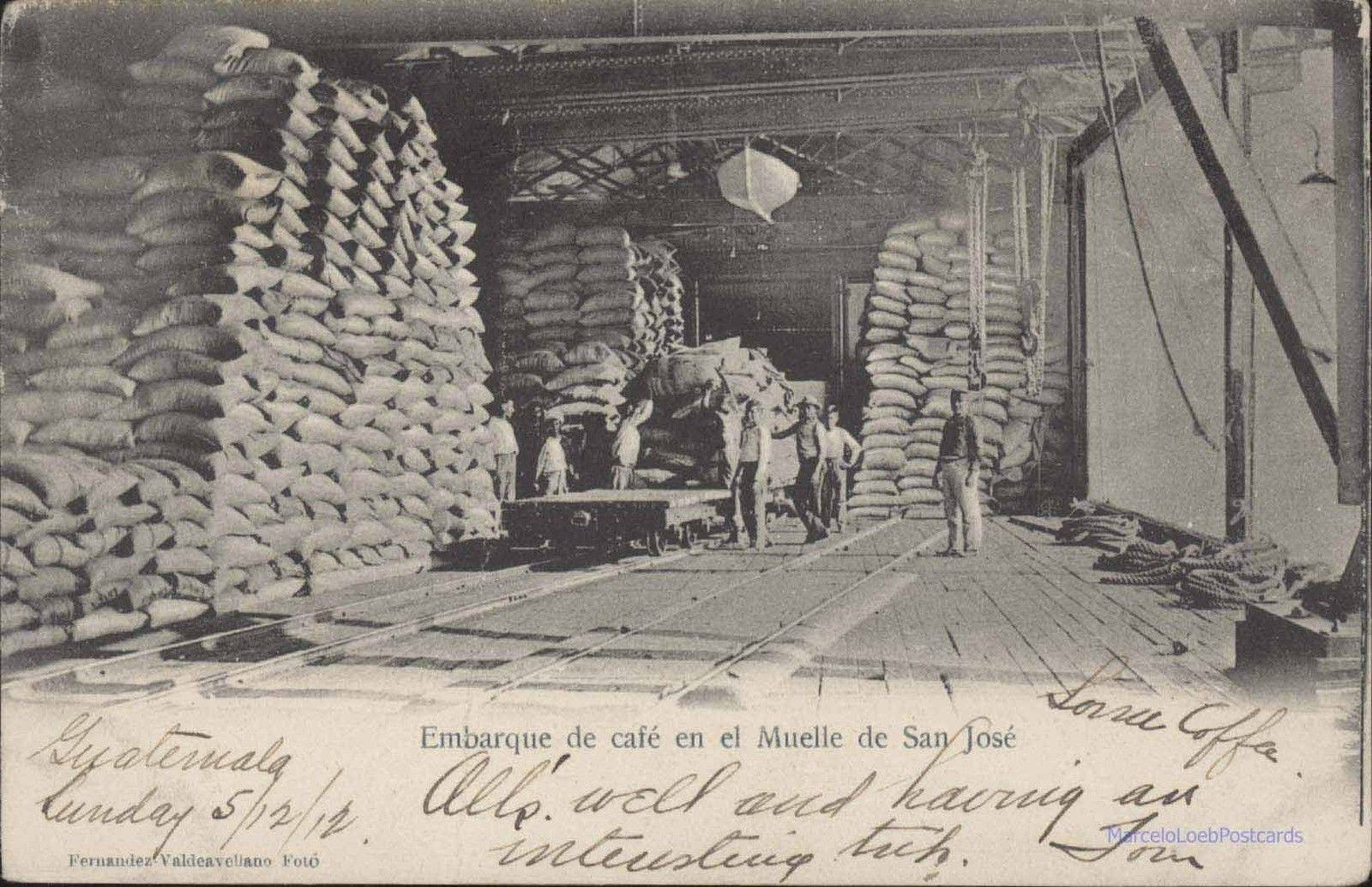
Embarque de café en 1912. Fotografía de Alberto G. Valdeavellano.

A finales del siglo xix, surgió el primer competidor serio de Puerto San José como principal puente de la costa del Pacífico:  en esa época, el movimiento progresivo de Guatemala requería urgentemente cómodos y adecuados puertos, ya que para descargar a un buque se necesitaban de ocho a diez días y se utilizaban formas arcaicas para desembarcar a los pasajeros, lo que provocaba que varias compañías navieras rehusaran enviar sus buques al país. El gobierno del general José María Reyna Barrios, en un afán de promover el ferrocarril interoceánico de Guatemala -ya que para entonces aún no se había construido el Canal de Panamá- durante la Exposición Centroamericana de 1897.  Además, para ese entonces Guatemala dependía casi exclusivamente de la producción de café y -careciendo de industria- se veía obligada a importar una gran cantidad de bienes, por lo que mejorar las condiciones de los puertos nacionales era imperativo.
Desafortunadamente, la sección del ferrocarril del Norte no se pudo concluir a tiempo para la Exposición Centroamericana, y toda la inversión en infraestructura fue un fracaso total para el gobierno. Cuando el general Reyna Barrios intentó extender su mandato las oposición no se hizo esperar: hubo revueltas en varios lugares del país, principalmente en Quetzaltenango y la situación desencadenó en el asesinato del presidente el 8 de febrero de 1898 y el inicio del gobierno de veintidós años del licenciado Manuel Estrada Cabrera.
La Empresa Marítima Nacional en Puerto San José se oponía férreamente a la construcción en Iztapa porque eso equivalía a perder el monopolio que hasta entonces disfrutaba en el Puerto San José y que le representaba el dos por ciento del valor de la carga desembarcada; por otro lado, los comerciantes y cambistas de oro se oponían y declaraban imposible la construcción del puerto en Iztapa porque dicha construcción significaba una considerable mejoría para la capacidad comercial del país, que dejaría de realizar préstamos a intereses muy elevados.  Finalmente, con el fracaso de la Exposición y el asesinato del general Reyna Barrios, quedó truncado el proyecto en Iztapa.

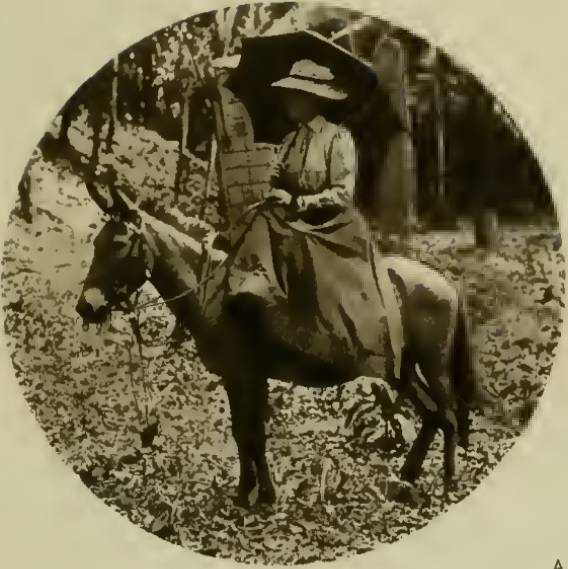
Exploradora británica Anne Maudslay. Fotografía de Alfred Percival Maudslay.

Las incomodidades del desembargo quedan evidenciadas en el relato que de ello hace la esposa del arqueólogo Alfred Percival Maudslay, Anne Maudslay, quien llegó a Guatemala procedente de Acapulco en la década de 1890: «Nuevamente anclamos en alta mar, y cuando llegó el momento de desembarcar fuimos balanceados por la borda del barco en una silla por turnos y luego colocados de sopetón sobre los otros pasajeros y los bultos de equipaje en una embarcación ligera que estaba junto al barco.  Esta operación fue realizada a la inversa cuando nos aproximamos a la orilla, y una jaula fue descendida desde el muelle de hierro que se alzaba prodigiosa y a alarmantemente alto sobre nosotros, y fuimos alzados hacia un sitio seguro. Gracias al cielo que no había marea alta, solo las tranquilas olas que baten incesantemente la costa.  Aun así, el desembarque fue una experiencia desagradable, y no quiero imaginar como sería en un día tormentoso; pero se debe recordar que aun el terror de aprovechar el momento exacto para salir como se pueda de una embarcación ligera para entrar a una pesada jaula, que por momentos choca contra el suelo de la embarcación y por otros se balancea peligrosamente sobre las cabezas de los pasajeros, es preferible al método antiguo, en el que la embarcación ligera era remolcada sobre las olas, y los desafortunados pasajeros desembarcaban, empapados y aterrorizados, aun si tuvieron la suerte de no naufragar o escapar de los dientes de hambrientos tiburones.»
Con respecto a como era San José a finales del siglo Siglo XIX, Maudslay relata: «Una larga playa de arena caliente viendo hacia el sur, un horizonte lleno de palmeras y bananales, unas cuantas casas y el océano sin fin describen el puerto de San José.  No hay una sola posada decente en el lugar, y nuestra condición al ver que el único tren hacia Guatemala partía sin nosotros (gracias al atraso en que nos dieran nuestras pertenencias en la aduana) hubiera dado lástima, si no hubiera sido por la amable hospitalidad del coronel Stuart, agente de la empresa naviera, quien nos acogió en su casa en la playa y nos acomodó para la noche.»

### SigloXX
El puerto pasó a ser propiedad de la International Railways of Central America (IRCA), la cual controló el muelle hasta que cesó actividades en el país y traspasó sus bienes a Ferrocarriles de Guatemala (FEGUA); finalmente, durante el gobierno del general Fernando Romeo Lucas García (1978-1982), se construyó el Puerto Quetzal a pocos kilómetros al este de la ciudad. El complejo de Puerto Quetzal es ahora el principal empleador en la ciudad. La industria turística local abastece en gran parte para fines de semana desde la ciudad de Guatemala. 

### SigloXXI
El aeropuerto de San José fue renovado en el siglo xxi y es el aeropuerto alterno oficial de Guatemala.

## En el cine

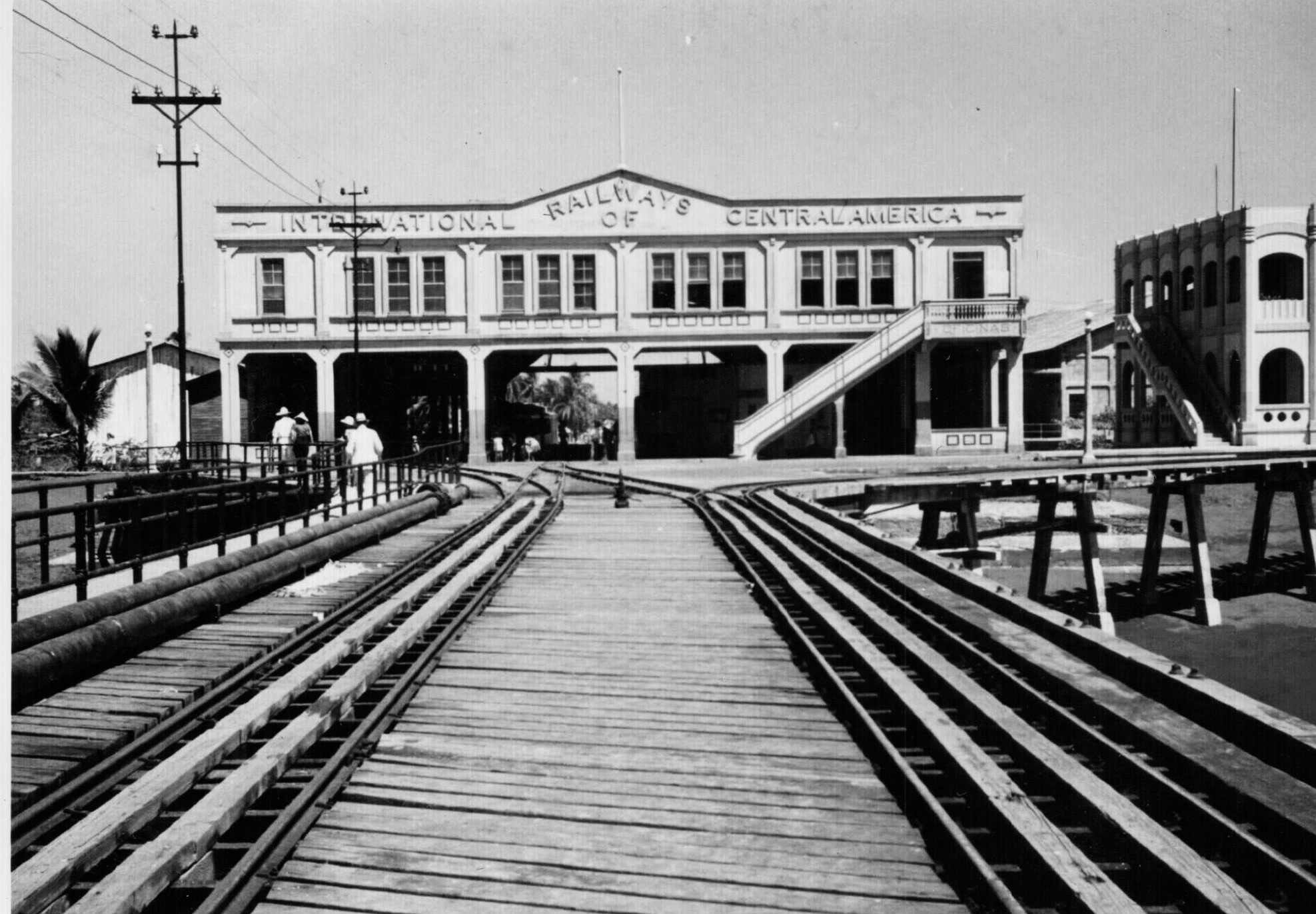
Terminal del Puerto San José en la década de 1940, cuando era controlado por International Railways of Central America (IRCA) y la Great White Fleet, ambas propiedad de la United Fruit Company. En 1961 fue utilizada para filmar la película Pecado.

Por su cercanía a la Ciudad de Guatemala, Puerto San José fue el elegido por varios productores para realizar cine en Guatemala.  Entre estos filmes, están:
- Pecado (1962): película mexicana producida por el guatemalteco Manuel Zeceña Diéguez en sociedad con productos mexicanos y dirigida por Alfonso Corona Blake. Fue protagonizada por Tere Velázquez, Eric del Castillo, Jorge Mondragón y Jorge Mistral y fue la primera película que el productor guatemalteco rodó completamente en Guatemala, aunque con equipo y actores mexicanos.[16] La historia gira en torno a una ambiciosa mujer que utiliza sus encantos para tratar de recuperar un botín oro robado que ha sido escondido en un río en Guatemala.[16]
- Paloma herida (1963): también producida por Zeceña Diéguez con equipo y actores mexicanos. Estuvo a cargo del reconocido director mexicano Emilio «El Indio» Fernández y fue protagonizada por Patricia Conde y el propio Emilio Fernández. La historia trata de una mujer que es capturada en la Capitanía de Puerto San José tras asesinar a un hombre, pero es liberada cuando cuenta que el hombre había abusado de su poblado —representado por San  Antonio Palopó en Sololá—y de ella misma.[16]

## Galería de imágenes
- Wikimedia Commons alberga una categoría multimedia sobre Puerto San José.

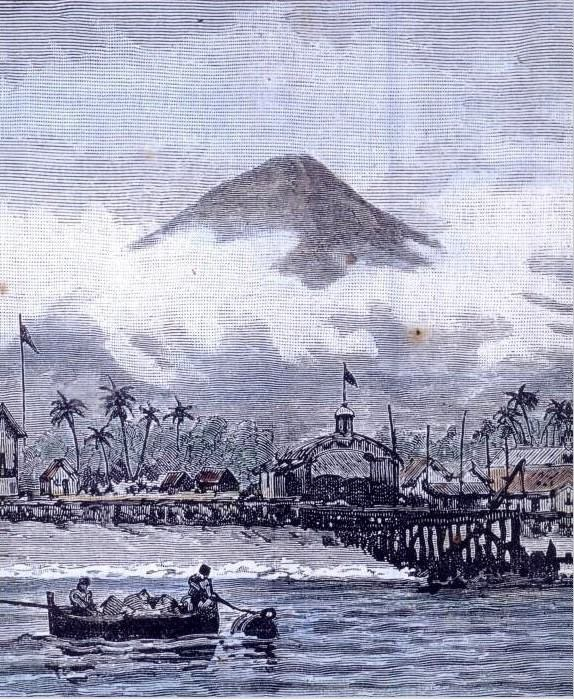
Pintura del muelle en 1860.
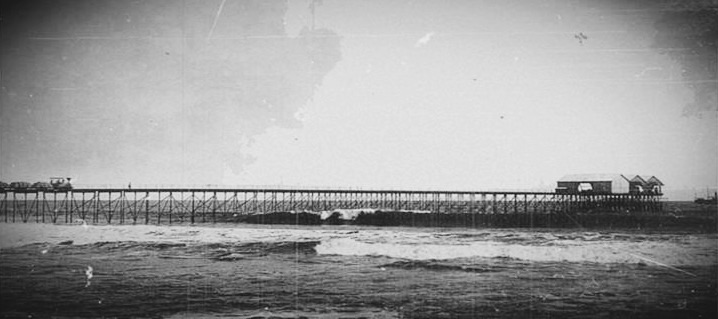
Muelle en 1880.
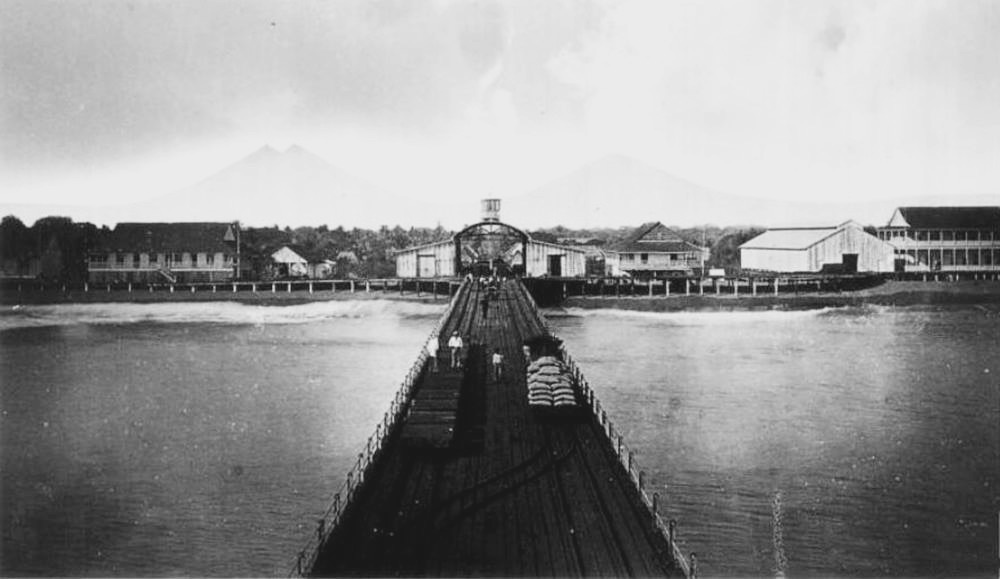
Instalaciones del puerto en 1890.
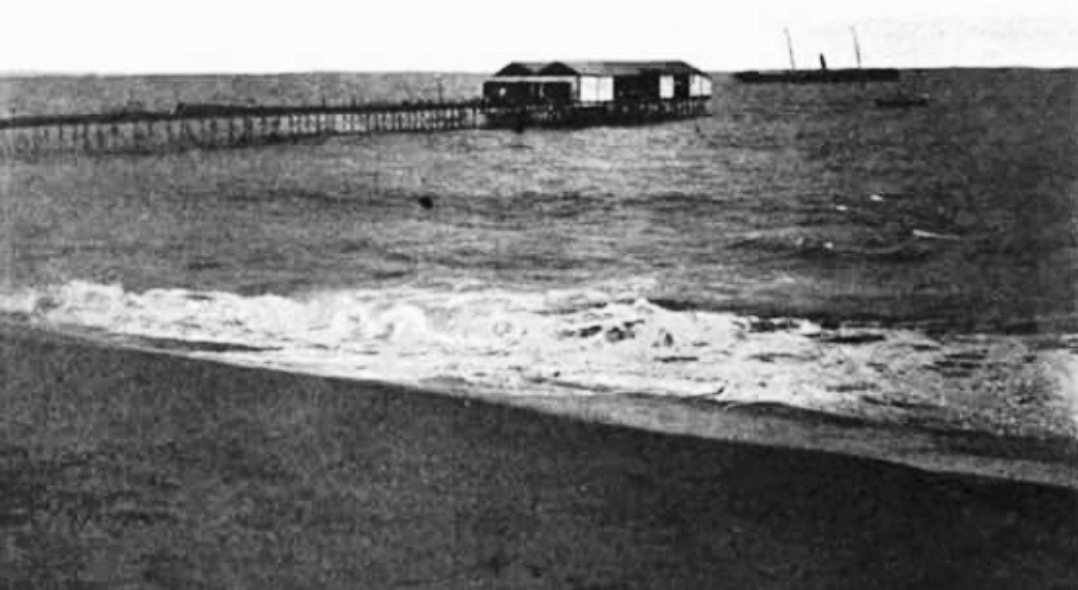
Muelle en 1897. Fotografía de 	Caecile Seler-Sachs
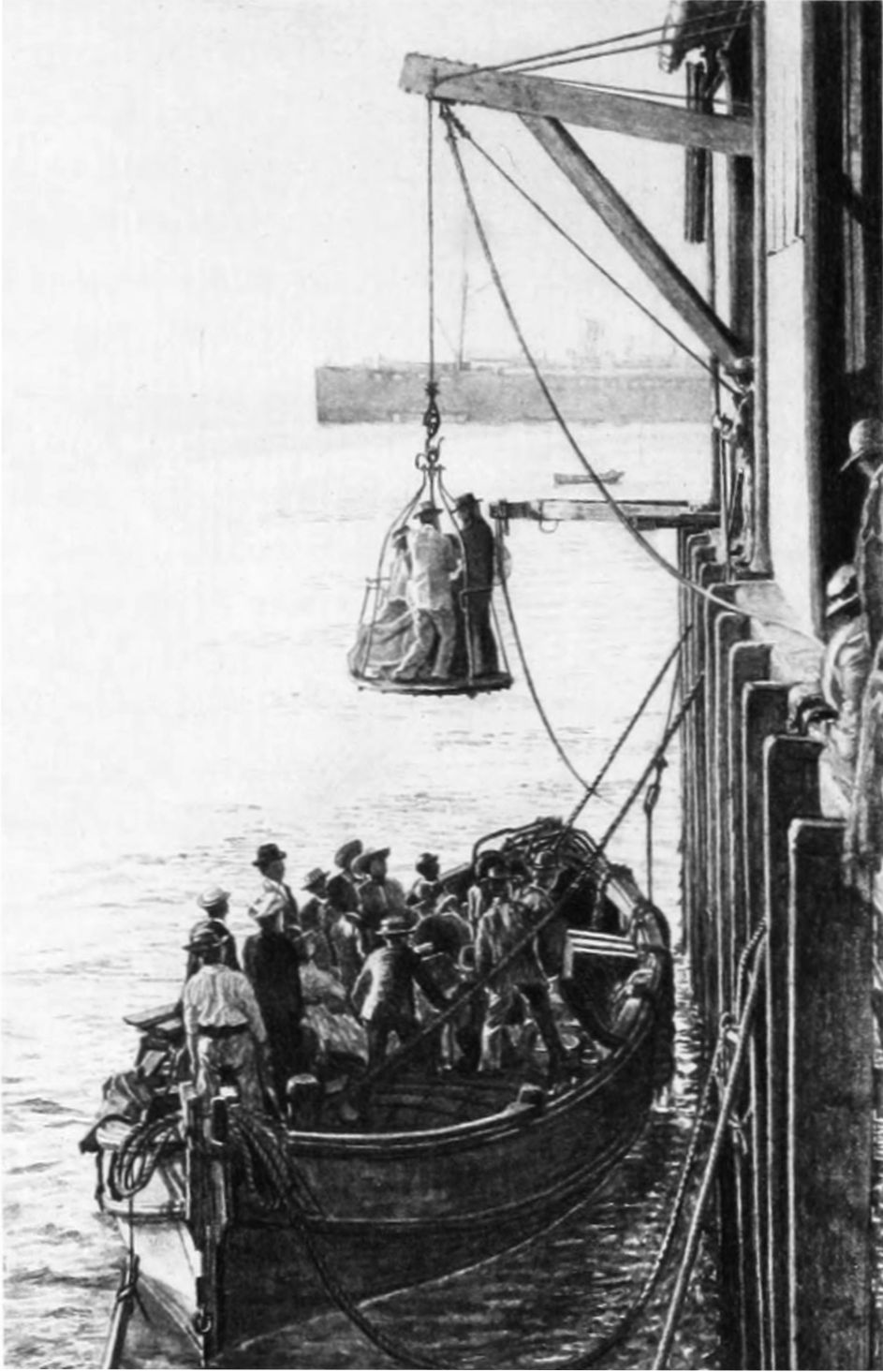
Desembarcando en el puerto en 1898. Dibujo de Ada Hunter
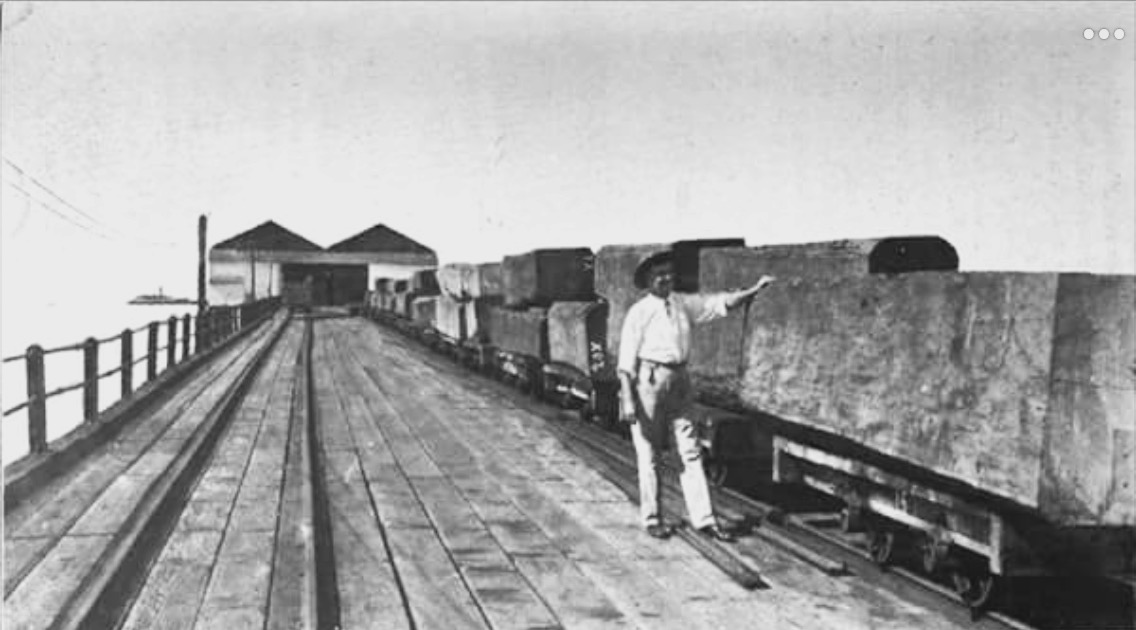
Cargamento de caoba listo para embarcar en 1915. Fotografía de la Pan American Union.
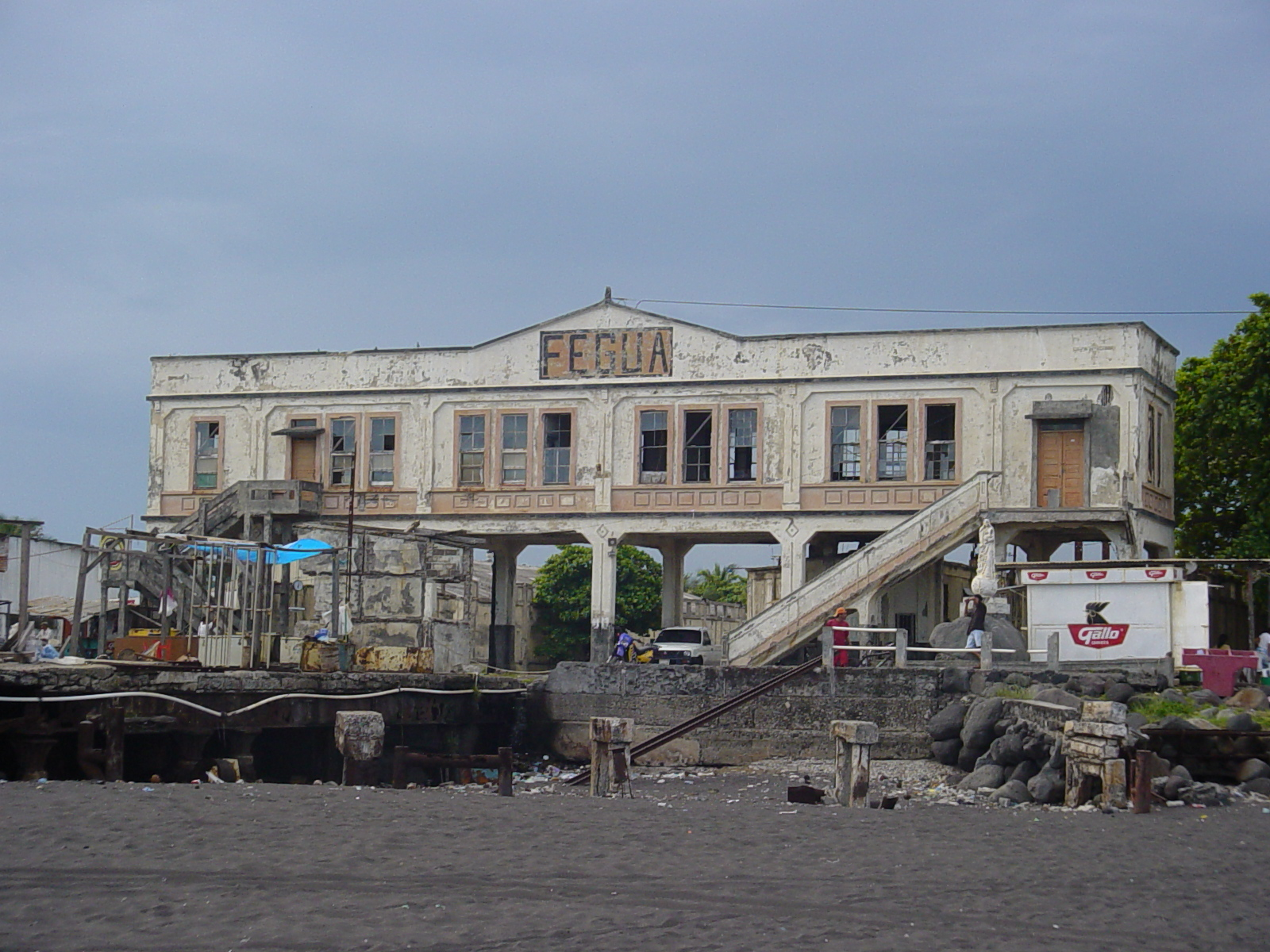
Ruinas de la terminal del Puerto San José en el siglo xxi, tras la desaparición de la International Railways of Central America y la compaña estatal Ferrocarriles de Guatemala (FEGUA).
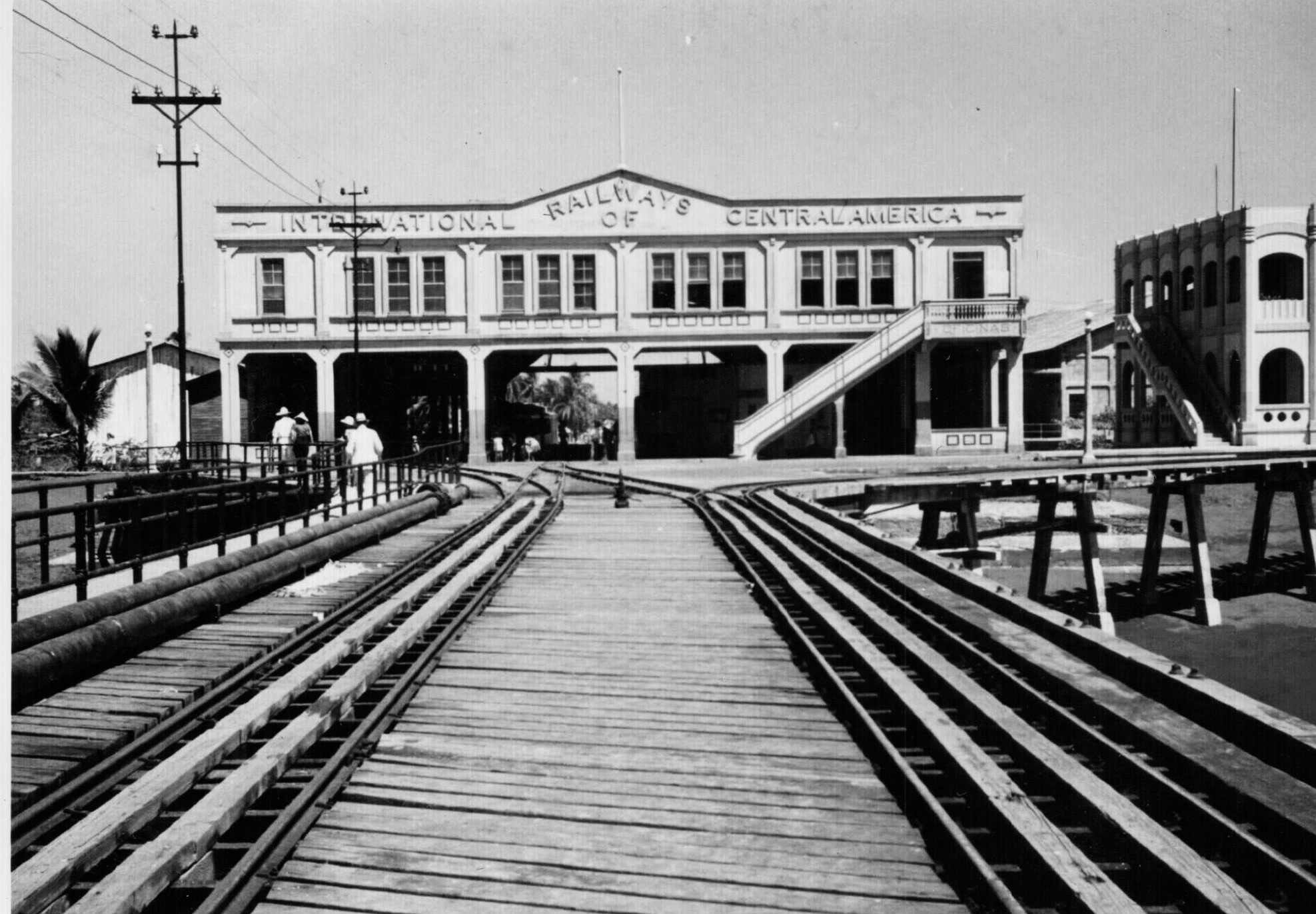